# Creaca
Creaca is een dorp (comunǎ) in het Roemeense district Sălaj. Het is gesticht in de 14e tot 16e eeuw en werd voor het eerst genoemd in 1385. De stad telt 3046 inwoners (2002), waarvan 97,83% Roemenen, 0,06% Hongaren en 2,06% Roma en 0,09% andere nationaliteiten.

## Externe link

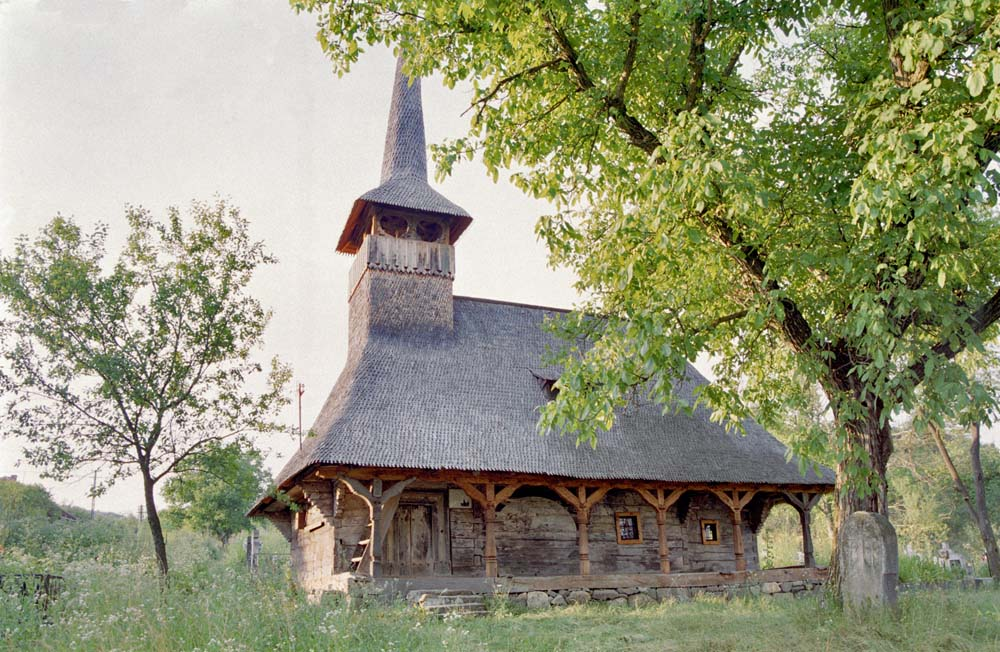
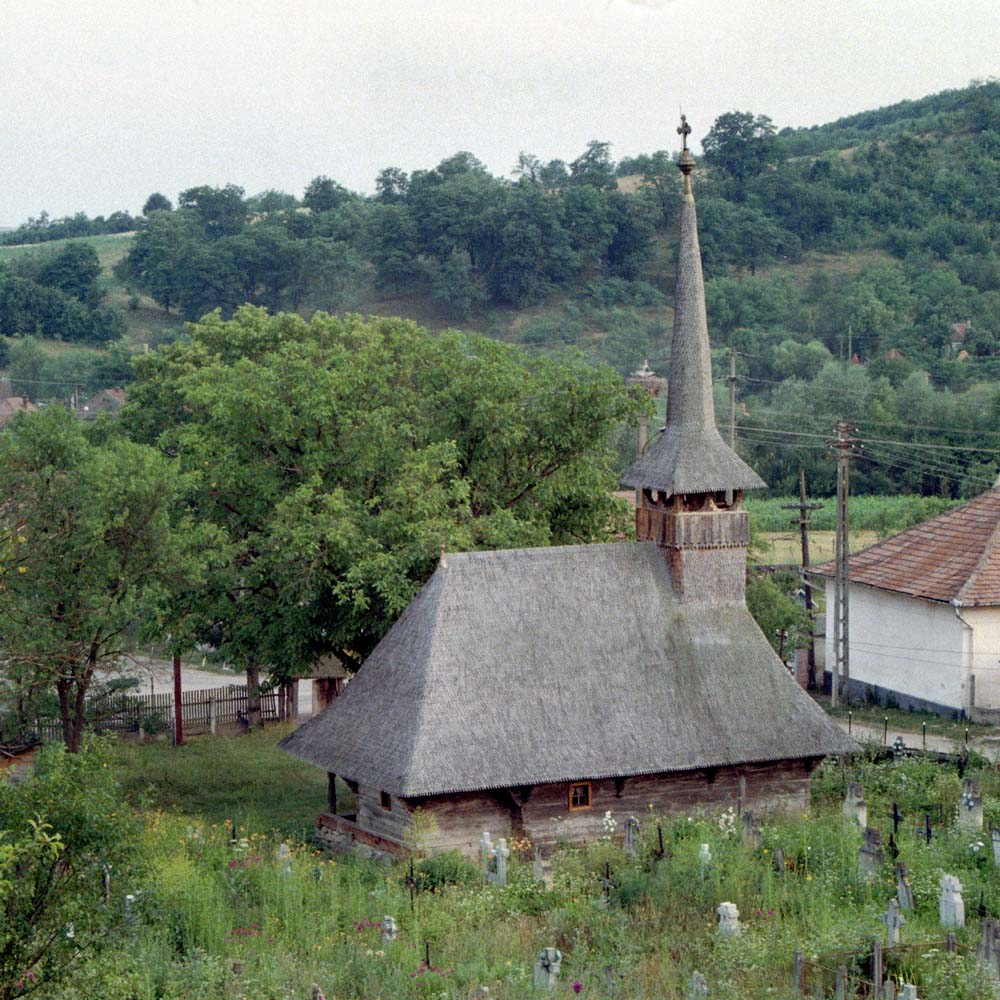
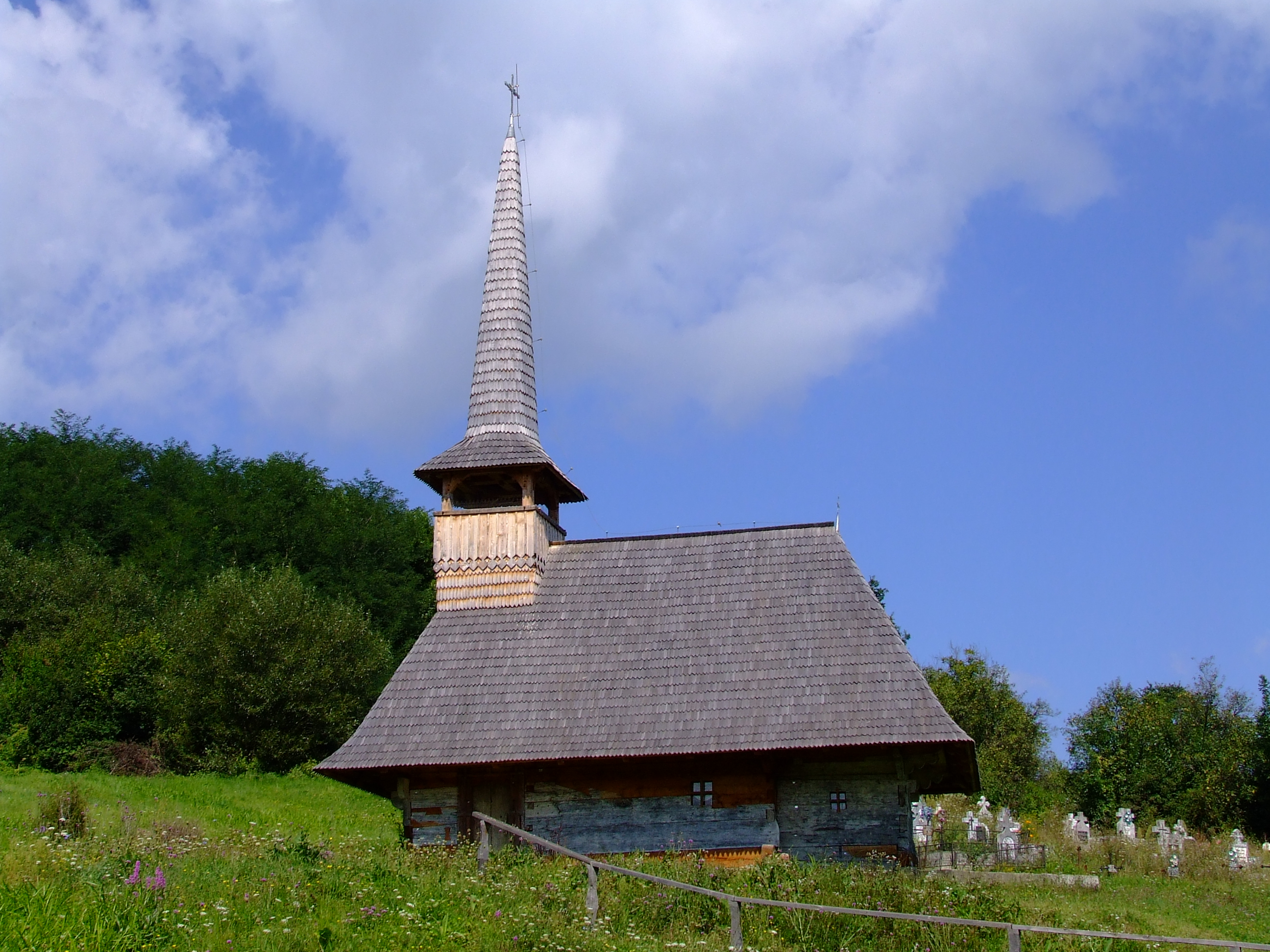